# Ottone d'Assia
Ottone d'Assia, nome completo Otto Adolf Prinz von Hessen-Kassel (Roma, 3 giugno 1937 – Hannover, 3 gennaio 1998), è stato un nobile e archeologo tedesco, figlio terzogenito del langravio Filippo d'Assia e della principessa Mafalda di Savoia, nonché nipote abiatico del re italiano Vittorio Emanuele III. Fu tra coloro che avviarono la ripresa degli studi di archeologia medievale in Italia.

## Biografia
Dopo un'infanzia segnata dalla precoce e tragica perdita della madre, Ottone d'Assia compì i suoi studi all'Università Ludwig Maximilian di Monaco sotto la guida di Joachim Werner, che lo indirizzò agli aspetti della cultura materiale di età altomedievale. 
A partire dalla metà degli anni '60, i suoi interessi si concentrarono sullo studio dei reperti longobardi in Italia: di rilievo il pionieristico catalogo sulla ceramica longobarda (1968), la pubblicazione della necropoli di Testona (1971), l'inventario dei ritrovamenti toscani (1971 e 1975) e il catalogo delle collezioni Stibbert di Firenze (1983). Dal 1973 insegnò archeologia medievale presso l'Università degli Studi di Pisa; dal 1986 fu professore della stessa disciplina presso l'Università "Ca' Foscari" di Venezia.
Ottone d'Assia si trova sepolto nella cripta del castello di Friedrichshof.

## Ascendenza
|                                    |                        |                                   | Genitori                            |  |  | Nonni |  |  | Bisnonni                          |  |  | Trisnonni                |  |
|                                    |                        |                                   |                                     |  |  |       |  |  | Federico Guglielmo d'Assia-Kassel |  |  | Guglielmo d'Assia-Kassel |  |
|                                    |                        |                                   |                                     |  |  |       |  |  | Federico Guglielmo d'Assia-Kassel |  |  | Guglielmo d'Assia-Kassel |  |
|                                    |                        | Luisa Carlotta di Danimarca       |                                     |  |  |       |  |  | Federico Guglielmo d'Assia-Kassel |  |  |                          |  |
| Federico Carlo d'Assia-Kassel      |                        |                                   |                                     |  |  |       |  |  | Federico Guglielmo d'Assia-Kassel |  |  |                          |  |
|                                    |                        | Anna di Prussia                   | Carlo di Prussia                    |  |  |       |  |  |                                   |  |  |                          |  |
|                                    |                        | Anna di Prussia                   | Carlo di Prussia                    |  |  |       |  |  |                                   |  |  |                          |  |
|                                    |                        | Anna di Prussia                   | Maria di Sassonia-Weimar-Eisenach   |  |  |       |  |  |                                   |  |  |                          |  |
| Filippo d'Assia                    |                        | Anna di Prussia                   |                                     |  |  |       |  |  |                                   |  |  |                          |  |
|                                    |                        | Federico III di Germania          | Guglielmo I di Germania             |  |  |       |  |  |                                   |  |  |                          |  |
|                                    |                        | Federico III di Germania          | Guglielmo I di Germania             |  |  |       |  |  |                                   |  |  |                          |  |
|                                    |                        | Federico III di Germania          | Augusta di Sassonia-Weimar-Eisenach |  |  |       |  |  |                                   |  |  |                          |  |
| Margherita di Prussia              |                        | Federico III di Germania          |                                     |  |  |       |  |  |                                   |  |  |                          |  |
|                                    |                        | Vittoria, principessa reale       | Alberto di Sassonia-Coburgo-Gotha   |  |  |       |  |  |                                   |  |  |                          |  |
|                                    |                        | Vittoria, principessa reale       | Alberto di Sassonia-Coburgo-Gotha   |  |  |       |  |  |                                   |  |  |                          |  |
|                                    |                        | Vittoria, principessa reale       | Vittoria del Regno Unito            |  |  |       |  |  |                                   |  |  |                          |  |
| Ottone d'Assia                     |                        | Vittoria, principessa reale       |                                     |  |  |       |  |  |                                   |  |  |                          |  |
|                                    | Umberto I, re d'Italia | Vittorio Emanuele II, re d'Italia |                                     |  |  |       |  |  |                                   |  |  |                          |  |
|                                    | Umberto I, re d'Italia | Vittorio Emanuele II, re d'Italia |                                     |  |  |       |  |  |                                   |  |  |                          |  |
|                                    | Umberto I, re d'Italia | Maria Adelaide d'Asburgo-Lorena   |                                     |  |  |       |  |  |                                   |  |  |                          |  |
| Vittorio Emanuele III, re d'Italia | Umberto I, re d'Italia |                                   |                                     |  |  |       |  |  |                                   |  |  |                          |  |
|                                    |                        | Margherita di Genova              | Ferdinando di Savoia-Genova         |  |  |       |  |  |                                   |  |  |                          |  |
|                                    |                        | Margherita di Genova              | Ferdinando di Savoia-Genova         |  |  |       |  |  |                                   |  |  |                          |  |
|                                    |                        | Margherita di Genova              | Elisabetta di Sassonia              |  |  |       |  |  |                                   |  |  |                          |  |
| Mafalda di Savoia                  |                        | Margherita di Genova              |                                     |  |  |       |  |  |                                   |  |  |                          |  |
|                                    |                        | Nicola I del Montenegro           | Mirko del Montenegro                |  |  |       |  |  |                                   |  |  |                          |  |
|                                    |                        | Nicola I del Montenegro           | Mirko del Montenegro                |  |  |       |  |  |                                   |  |  |                          |  |
|                                    |                        | Nicola I del Montenegro           | Anastasia Martinovic                |  |  |       |  |  |                                   |  |  |                          |  |
| Elena del Montenegro               |                        | Nicola I del Montenegro           |                                     |  |  |       |  |  |                                   |  |  |                          |  |
|                                    |                        | Milena del Montenegro             | Pietro Vukotic                      |  |  |       |  |  |                                   |  |  |                          |  |
|                                    |                        | Milena del Montenegro             | Pietro Vukotic                      |  |  |       |  |  |                                   |  |  |                          |  |
|                                    |                        | Milena del Montenegro             | Elena Vervodić                      |  |  |       |  |  |                                   |  |  |                          |  |
|                                    |                        | Milena del Montenegro             |                                     |  |  |       |  |  |                                   |  |  |                          |  |

## Principali pubblicazioni
- Die Funde der Reihengräberzeit aus dem Landkreis Traunstein (= Kataloge der Prähistorischen Staatssammlung. 7. Lassleben, Kallmünz/Opf. 1964.
- Die langobardenzeitlichen Grabfunde aus Fiesole bei Florenz. Callwey, München 1966.
- Die langobardische Keramik aus Italien. Steiner, Wiesbaden 1968.
- I ritrovamenti barbarici. Nelle collezioni civiche veronesi del Museo di Castelvecchio. Museo di Castelvecchio, Verona 1968.
- Contributo alla archeologia longobarda in Toscana. Olschki, Firenze 1971.
  - 1: Le necropoli (= Accademia Toscana di Scienze e Lettere „La Colombaria“. Studi. 18. 1971.
  - 2: Reperti isolati e di provenienza incerta (= Accademia Toscana di Scienze e Lettere „La Colombaria“. Studi. 1975.
- Il materiale altomedievale nelle Collezioni Stibbert di Firenze in Ricerche di archeologia altomedievale e medievale, 7. All'insegna del giglio, Firenze 1983.